# Druga Liga 1988-1989
La Druga savezna liga SFRJ 1988-1989, conosciuta semplicemente come Druga liga 1988-1989, fu la 43ª edizione della seconda divisione del campionato jugoslavo di calcio. Questa fu la settima edizione a girone unico, la prima dal 1955.
L'idea di riproporre la Druga liga con questo format risaleva al 1973, ma poi si preferì quella a due gironi est/ovest. Se ne riparlò nel 1976: le realtà calcistiche con tradizione e grandi stadi richiedevano una competizione unica, che significava concentrazione di qualità in un campionato forte; alle realtà minori della Druga liga fu offerta una competizione più razionale in quattro gruppi di leghe inter-repubblicane come terza divisione, però mancò il consenso, nel processo decisionale, dei sindacati delle repubbliche e province. Dopo vari tentativi, la Jedinstvena liga (lega unificata, così viene chiamato in serbo-croato il girone unico) venne attuata solo nell'estate del 1988. Le tre stagioni successive hanno dimostrato che è stato un completo successo: il numero di spettatori è notevolmente aumentato, la qualità è migliorata e nelle partite di coppa era meno visibile il "gap" con le squadre di prima divisione.
In questa prima edizione vi fu l'obbligo di almeno una rappresentante per ogni repubblica/provincia autonoma.
Vennero promosse in Prva Liga 1989-1990 le prime due classificate e vennero retrocesse in Treća Liga 1989-1990 le ultime quattro.

## Novità regolamentari
Oltre alla riproposizione, dopo 33 anni, del girone unico, la stagione 1988-89 viene ricordata anche per altre novità nel regolamento:
- Sono stati introdotti i tiri di rigore in caso di parità al 90º minuto.
- Le squadre sono obbligate ad utilizzare almeno due under-21 fin dal fischio d'inizio.
- Nel definire la classifica finale per le posizioni di promozione o retrocessione, a parità di punti non si considera più la differenza-reti complessiva, bensì lo scontro diretto.

## Provenienza
| Slovenia          | Croazia                                 | Bosnia Erzegovina           | Serbia                                                | Serbia                                                                                        | Serbia             | Montenegro | Macedonia             |
| Slovenia          | Croazia                                 | Bosnia Erzegovina           | Voivodina                                             | Serbia Centrale                                                                               | Kosovo             | Montenegro | Macedonia             |
| ----------------- | --------------------------------------- | --------------------------- | ----------------------------------------------------- | --------------------------------------------------------------------------------------------- | ------------------ | ---------- | --------------------- |
| - Olimpia Lubiana | - Dinamo Vinkovci - GOŠK Jug - Sebenico | - Borac Banja Luka - Leotar | - Bačka B. Palanka - OFK Kikinda - Proleter Zrenjanin | - OFK Belgrado - Borac Čačak - Novi Pazar - Mačva Šabac - Radnički Kragujevac - Sloboda Užice | - Liria - Priština | - Sutjeska | - Belasica - Pelister |

## Profili
| Squadra          | Città         | Stadio                          | Stadio   | Stagione 1987-88 | Stagione 1987-88 |
| Squadra          | Città         | Nome                            | Capienza | Pos.             | Divisione        |
| ---------------- | ------------- | ------------------------------- | -------- | ---------------- | ---------------- |
| Sutjeska         | Nikšić        | Gradski stadion                 | 10 800   | 17º              | Prva liga        |
| Priština         | Priština      | Gradski stadion                 | 30 500   | 18º              | Prva liga        |
| GOŠK Jug         | Ragusa        | Stadion Lapad                   | 7 000    | 2º               | Druga liga Ovest |
| Dinamo Vinkovci  | Vinkovci      | Stadion Mladost                 | 25 000   | 3º               | Druga liga Ovest |
| OFK Kikinda      | Kikinda       | Gradski vrt                     | 10 000   | 4º               | Druga liga Ovest |
| Šibenik          | Sebenico      | Stadion Rade Končar             | ?        | 5º               | Druga liga Ovest |
| Proleter         | Zrenjanin     | Stadion u Karađorđevom parku    | 33 000   | 6º               | Druga liga Ovest |
| Leotar           | Trebigne      | ?                               | ?        | 7º               | Druga liga Ovest |
| Borac Banja Luka | Banja Luka    | Gradski stadion                 | 18 000   | 8º               | Druga liga Ovest |
| Olimpija         | Lubiana       | Centralni stadion Bežigrad      | 18 000   | 12º              | Druga liga Ovest |
| OFK Beograd      | Belgrado      | Omladinski stadion na Karaburmi | 30 000   | 2º               | Druga liga Est   |
| Pelister         | Bitola        | Gradski stadion                 | ?        | 3º               | Druga liga Est   |
| Radnički 1923    | Kragujevac    | Gradski stadion                 | 25 000   | 4º               | Druga liga Est   |
| Lirija           | Prizren       | Gradski stadion                 | 8 000    | 5º               | Druga liga Est   |
| Novi Pazar       | Novi Pazar    | Gradski stadion                 | 22 500   | 6º               | Druga liga Est   |
| Mačva Šabac      | Šabac         | Fudbalski Stadion Mačva         | 10 000   | 7º               | Druga liga Est   |
| Sloboda Užice    | Titovo Užice  | Stadion 24. septembar           | 10 000   | 8º               | Druga liga Est   |
| Borac Čačak      | Čačak         | Stadion FK Borac                | 12 000   | 9º               | Druga liga Est   |
| Bačka B. Palanka | Bačka Palanka | Stadion FK Bačka                | 3 000    | 1º               | Vojvođanska liga |
| Belasica         | Strumica      | Stadion Mladost                 | ?        | 1º               | Makedonska liga  |

## Classifica
L'Olimpia Lubiana è stata promossa grazie alla vittoria a Bačka Palanka nell'ultimo turno, 2−0. Anche il Borac Banja Luka ha ottenuto la promozione all'ultima giornata, di fronte a 30000 spettatori, con l'1-1 (3-2 dopo i tiri di rigore, totale 4-3) casalingo nello scontro diretto contro il Proleter Zrenjanin.
|       | Pos. | Squadra             | Pt | G  | V  | N   | P  | GF | GS | DR  |
| ----- | ---- | ------------------- | -- | -- | -- | --- | -- | -- | -- | --- |
|       | 1.   | Olimpia Lubiana     | 46 | 38 | 21 | 4−3 | 10 | 63 | 37 | +26 |
|       | 2.   | Borac Banja Luka    | 45 | 38 | 21 | 3−5 | 9  | 58 | 34 | +24 |
|       | 3.   | Proleter Zrenjanin  | 43 | 38 | 18 | 7−3 | 10 | 68 | 42 | +26 |
|       | 4.   | OFK Kikinda         | 42 | 38 | 19 | 4−3 | 12 | 61 | 45 | +16 |
|       | 5.   | Sebenico            | 42 | 38 | 19 | 4−2 | 13 | 57 | 45 | +12 |
|       | 6.   | OFK Belgrado        | 40 | 38 | 18 | 4−4 | 12 | 71 | 49 | +22 |
|       | 7.   | Borac Čačak         | 35 | 38 | 17 | 1−4 | 16 | 49 | 54 | −5  |
|       | 8.   | Sutjeska            | 33 | 38 | 15 | 3−3 | 17 | 47 | 48 | −1  |
|       | 9.   | Liria               | 33 | 38 | 15 | 3−4 | 16 | 40 | 44 | −4  |
| [ 8 ] | 10.  | Priština (−6)       | 32 | 38 | 18 | 2−3 | 15 | 42 | 40 | +2  |
|       | 11.  | Mačva Šabac         | 32 | 38 | 12 | 8−2 | 16 | 37 | 47 | −10 |
|       | 12.  | Pelister            | 32 | 38 | 14 | 4−3 | 17 | 38 | 49 | −11 |
|       | 13.  | Sloboda Užice       | 32 | 38 | 14 | 4−1 | 19 | 37 | 48 | −11 |
|       | 14.  | Dinamo Vinkovci     | 31 | 38 | 13 | 5−7 | 13 | 49 | 43 | +6  |
|       | 15.  | Leotar              | 31 | 38 | 14 | 3−3 | 18 | 53 | 51 | +2  |
|       | 16.  | GOŠK Jug            | 31 | 38 | 12 | 7−3 | 16 | 36 | 39 | −3  |
|       | 17.  | Radnički Kragujevac | 27 | 38 | 12 | 3−7 | 16 | 43 | 54 | −11 |
|       | 18.  | Bačka B. Palanka    | 26 | 38 | 12 | 2−7 | 17 | 43 | 62 | −19 |
|       | 19.  | Novi Pazar          | 25 | 38 | 11 | 3−5 | 19 | 32 | 48 | −16 |
|       | 20.  | Belasica            | 22 | 38 | 11 | 0−2 | 25 | 34 | 76 | −42 |

Legenda:

      Promossa in Prva Liga 1989-1990.

  Partecipa agli spareggi promozione/retrocessione.

      Retrocessa in Treća Liga 1989-1990.

      Esclusa dal campionato.
Note:

2 punti per la vittoria al 90º, 1 per la vittoria ai rigori, 0 per la sconfitta ai rigori, 0 per la sconfitta al 90º.
In caso di arrivo di due o più squadre a pari punti per le posizioni di promozione o retrocessione, la graduatoria viene stilata secondo gli scontri diretti tra le squadre interessate.

## Risultati
|                                  | Bač  | Bel  | OFK  | BBL  | Čač  | Din  | GOŠ  | Kik  | Leo  | Lir  | Mač  | N.P  | Oli  | Pel  | Pri  | Pro  | Rad  | Seb  | Slo  | Sut  |
| -------------------------------- | ---- | ---- | ---- | ---- | ---- | ---- | ---- | ---- | ---- | ---- | ---- | ---- | ---- | ---- | ---- | ---- | ---- | ---- | ---- | ---- |
| Bačka B. Palanka                 | –––– | 3-0  | 2-1  | 0-1  | 2-1  | 3-0  | 2-1  | 2-1  | 4-1  | 1-1  | 2-0  | 2-1  | 0-2  | 0-0  | 1-1  | 1-5  | 2-0  | 2-3  | 2-1  | 2-0  |
| Belasica                         | 4-0  | –––– | 0-1  | 2-0  | 2-1  | 1-0  | 0-0  | 0-2  | 2-1  | 2-3  | 1-0  | 3-1  | 0-2  | 2-0  | 0-1  | 0-3  | 3-1  | 2-0  | 1-3  | 2-0  |
| OFK Belgrado                     | 3-2  | 3-1  | –––– | 0-1  | 5-1  | 1-1  | 1-0  | 4-1  | 7-0  | 3-2  | 3-1  | 2-1  | 3-1  | 2-0  | 2-1  | 2-3  | 2-0  | 1-1  | 4-0  | 3-1  |
| Borac Banja Luka                 | 3-1  | 3-0  | 1-1  | –––– | 2-1  | 2-1  | 4-0  | 3-0  | 2-1  | 3-1  | 5-2  | 2-0  | 3-0  | 3-1  | 2-0  | 1-1  | 2-1  | 1-0  | 2-1  | 3-1  |
| Borac Čačak                      | 1-0  | 3-1  | 3-2  | 2-0  | –––– | 3-3  | 1-0  | 1-0  | 2-0  | 2-0  | 2-0  | 1-0  | 2-3  | 0-1  | 2-0  | 3-1  | 1-0  | 2-1  | 1-0  | 3-1  |
| Dinamo Vinkovci                  | 0-0  | 3-1  | 2-2  | 2-0  | 6-1  | –––– | 2-0  | 2-0  | 2-1  | 1-1  | 2-1  | 3-0  | 2-0  | 0-1  | 2-0  | 2-2  | 3-0  | 1-0  | 0-0  | 0-0  |
| GOŠK Jug                         | 1-1  | 0-0  | 2-0  | 0-2  | 1-0  | 1-1  | –––– | 1-1  | 0-1  | 3-1  | 2-0  | 2-1  | 2-0  | 1-0  | 5-0  | 3-0  | 1-1  | 1-0  | 1-0  | 2-0  |
| OFK Kikinda                      | 3-2  | 3-2  | 0-0  | 2-1  | 3-3  | 2-1  | 4-0  | –––– | 2-0  | 3-0  | 3-2  | 0-0  | 1-0  | 2-0  | 2-1  | 3-0  | 4-0  | 3-0  | 3-1  | 2-1  |
| Leotar                           | 2-0  | 6-0  | 2-1  | 0-0  | 1-0  | 3-2  | 3-0  | 1-1  | –––– | 2-0  | 5-0  | 1-1  | 1-3  | 1-0  | 0-0  | 2-1  | 4-1  | 5-0  | 3-0  | 0-0  |
| Liria                            | 2-0  | 3-0  | 0-0  | 0-0  | 5-0  | 0-0  | 2-1  | 1-0  | 2-0  | –––– | 0-1  | 1-0  | 0-0  | 2-0  | 2-0  | 2-0  | 3-0  | 1-0  | 2-1  | 1-0  |
| Mačva Šabac                      | 0-0  | 3-0  | 1-3  | 0-0  | 3-2  | 1-1  | 0-0  | 2-2  | 3-1  | 4-0  | –––– | 1-0  | 1-1  | 1-1  | 1-0  | 1-1  | 0-0  | 1-0  | 2-0  | 3-1  |
| Novi Pazar                       | 1-0  | 1-0  | 1-1  | 1-0  | 3-2  | 0-1  | 1-0  | 0-0  | 1-1  | 2-1  | 3-0  | –––– | 2-1  | 1-0  | 2-0  | 0-0  | 2-2  | 1-1  | 2-0  | 0-1  |
| Olimpia Lubiana                  | 6-0  | 3-0  | 3-2  | 2-0  | 2-1  | 3-1  | 1-0  | 2-0  | 1-0  | 0-0  | 1-0  | 1-0  | –––– | 2-0  | 0-1  | 0-0  | 3-1  | 2-0  | 3-1  | 3-2  |
| Pelister                         | 2-2  | 4-1  | 3-1  | 3-0  | 0-0  | 3-0  | 2-1  | 1-0  | 2-1  | 2-1  | 0-1  | 1-0  | 1-1  | –––– | 1-0  | 1-1  | 1-0  | 0-1  | 3-2  | 2-3  |
| Priština                         | 4-1  | 5-0  | 1-1  | 2-1  | 1-0  | 1-0  | 1-0  | 1-0  | 1-0  | 1-0  | 1-0  | 3-1  | 1-1  | 3-0  | –––– | 2-3  | 1-0  | 2-1  | 2-0  | 1-0  |
| Proleter Zrenjanin               | 6-1  | 2-0  | 1-2  | 2-1  | 3-0  | 1-0  | 0-0  | 2-1  | 2-0  | 5-0  | 1-0  | 3-0  | 2-0  | 4-0  | 1-1  | –––– | 4-4  | 1-1  | 3-0  | 3-1  |
| Radnički Kragujevac              | 0-0  | 1-0  | 1-0  | 0-0  | 0-1  | 1-1  | 1-1  | 3-1  | 3-2  | 1-0  | 0-1  | 5-1  | 2-2  | 2-2  | 3-1  | 1-0  | –––– | 3-0  | 2-0  | 2-0  |
| Sebenico                         | 1-0  | 7-1  | 3-2  | 1-1  | 2-0  | 4-1  | 2-1  | 3-2  | 2-0  | 3-0  | 1-0  | 1-0  | 2-4  | 2-0  | 2-1  | 2-0  | 3-0  | –––– | 1-1  | 4-1  |
| Sloboda Užice                    | 0-0  | 1-0  | 4-0  | 0-1  | 0-0  | 1-0  | 1-0  | 1-2  | 2-1  | 1-0  | 1-1  | 2-1  | 1-0  | 2-0  | 2-0  | 1-0  | 2-0  | 1-2  | –––– | 2-1  |
| Sutjeska                         | 3-0  | 3-0  | 1-0  | 2-2  | 0-0  | 3-0  | 2-2  | 1-2  | 1-0  | 2-0  | 1-0  | 3-0  | 2-1  | 3-0  | 1-0  | 3-1  | 0-1  | 0-0  | 2-1  | –––– |
| Fonte: Almanacco Tempo 1988-1989 |      |      |      |      |      |      |      |      |      |      |      |      |      |      |      |      |      |      |      |      |

## Classifica marcatori
| Reti                              | Marcatore           | Squadra            |
| --------------------------------- | ------------------- | ------------------ |
| 23                                | Nebojša Petrović    | Proleter Zrenjanin |
| 19                                | Milan Đurđević      | OFK Belgrado       |
| 19                                | Tihomir Rudež       | Dinamo Vinkovci    |
| 18                                | Senad Lupić         | Borac Banja Luka   |
| 17                                | Zoran Ubavič        | Olimpia Lubiana    |
| 15                                | Slobodan Krčmarević | OFK Belgrado       |
| Fonte: EX YU Fudbalska Statistika |                     |                    |

## In Coppa di Jugoslavia
La squadra di Druga Liga che ha fatto più strada è il Mačva Šabac che ha raggiunto le semifinali.